# Гауляйтер

Флажок, крепившийся на служебную машину гауляйтера (1938—1945)

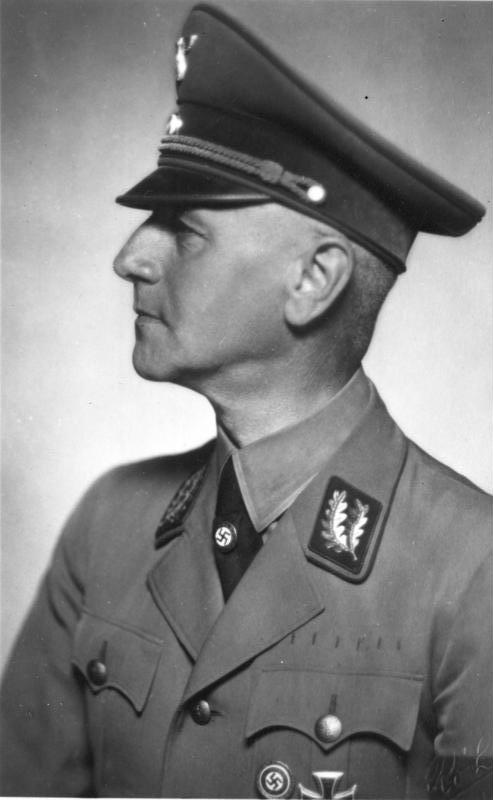
И. А. Эггелинг, гауляйтер Саксонии и Анхальта, обер-президент провинции Галле-Мерзебург в Пруссии

Гауля́йтер (нем. Gauleiter) — руководитель гау.

## Этимология
Немецкое слово Gauleiter — cловосложение Gau и Leiter. Первое является наименованием партийных округов Третьего Рейха, территориально совпадавших с избирательными округами на выборах в рейхстаг (первоначально было 33 гау, впоследствии — 43). Второе переводится как «лидер», «руководитель».

## В III рейхе

### Гауляйтер НСДАП
Гауляйтер осуществлял политическое руководство региональным отделением партии и должен был «творчески действовать в этих пределах» (то есть имел крайне широкую компетенцию) и нёс перед лидером (фюрером) ответственность за вверенную ему сферу власти. Гауляйтер назначался и смещался непосредственно фюрером и подчинялся ему или по его поручению заместителю фюрера по партии (позже — начальнику Партийной канцелярии) и пользовался большой независимостью, фактически являясь высшим должностным лицом на территории своего гау. Компетенция гауляйтера зависела исключительно от «поставленной фюрером задачи», то есть ничем не ограничивалась. Гауляйтерам подчинялись в дисциплинарном отношении все политработники гау и действовавших на её территории партийных структур, а в политическом отношении — все члены НСДАП, проживавшие на территории гау, а также беспартийные, работавшие в подразделениях НСДАП и партийных организациях. Гауляйтер имел право запрещать общественные и другие мероприятия и действия, которые не отвечали «поставленным партией целям».
Впервые должность гауляйтер появилась в 1925 году, после реорганизации НСДАП, последовавшей за неудавшимся Пивным путчем. В 1928 году звание гауляйтера вошло в список нацистских партийных званий. Оно было вторым по старшинству, сразу после рейхсляйтера. Эмблемой служили два дубовых листа, носившиеся на петлицах.
До 1939 года существовала также должность и звание (с 1939 — только должность) заместитель гауляйтера (нем. Stellvertreter Gauleiter), который являлся вторым лицом по управлению партийной организацией в гау. В случае отсутствия гауляйтера его обязанности исполнял заместитель гауляйтера. Его эмблемой был один дубовый лист, носившийся на петлицах (до 1939). С 1939 года на должность заместитель гауляйтера назначались партийные функционеры в звании бефельсляйтера, гауптдинстляйтера (для обозначения должности заместителя гауляйтера они носили специальную нарукавную повязку).
После прихода Гитлера к власти и начала создания единого (унитарного) государства и сращивания партийного и государственного аппарата большинство гауляйтеров было назначено одновременно имперскими наместниками земель (нем. Reichsstatthalter), а в Пруссии, где имперским наместником был Гитлер, они были обер-президентами провинций. В целом, в землях и провинциях гауляйтеры располагали почти неограниченной властью, а местное правительство играло подчиненную роль.

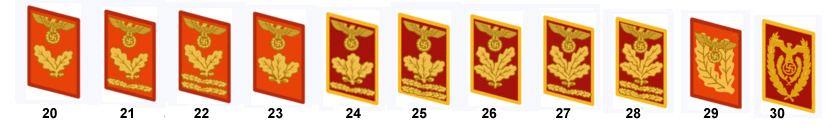
Петлицы высших чинов НСДАП20: берайхсляйтер, 21: оберберайхсляйтер, 22: гауптберайхсляйтер, 23: динстляйтер, 24: обердинстляйтер, 25: гауптдинстляйтер, 26: бефельсляйтер, 27: обербефельсляйтер, 28: гауптбефельсляйтер, 29: гауляйтер, 30: рейхсляйтер